# ピアニスト (映画)
『ピアニスト』（仏: La Pianiste、英: The Piano Teacher）は、2001年のフランスのドラマ映画。監督はミヒャエル・ハネケ、出演はイザベル・ユペールとブノワ・マジメルなど。性的に抑圧されて育ったために屈折した性の欲望を肥大化させてしまったピアノ教師の中年女性と年下の美青年の間で繰り広げられるすれ違いの恋をめぐるドラマを生々しく赤裸々なタッチで描いている。原作はエルフリーデ・イェリネクの小説『Die Klavierspielerin（ピアニスト）』。
2001年5月に開催された2001年のカンヌ国際映画祭にて審査委員グランプリ、男優賞、女優賞の3つを受賞した。

## ストーリー
ウィーンの名門音楽院でピアノ教師として働く39歳のエリカは、今までずっと過干渉な母親の監視下で生きてきた。母親に対して愛憎入り混じった感情を抱きつつも、突き放せずにいる。ファッションや恋愛などとは無縁の人生を送らざるを得ず、その欲求不満を晴らすかのように倒錯した性的趣味を密かに持つようになったエリカ。そんな彼女の前に若い学生のワルターが現れ、彼女に求愛してくる。エリカは突然の出来事に警戒し、彼を拒絶するが、ワルターはあきらめず、エリカが勤める音楽院に編入までしてくる。それでも彼に対して厳しい態度を崩さないエリカだが、ある時、化粧室で熱烈にキスをされたのをきっかけに、自らの倒錯した性的趣味をワルターで満たそうとする。ところが、あまりの倒錯した要求にワルターは幻滅し、エリカに侮蔑の言葉をぶつけて立ち去る。エリカはショックを受けるが、後日になって、深夜にエリカの家に突然やって来たワルターは、エリカの母親を部屋に閉じ込め、その部屋の前で不本意ながらも「エリカの希望通りに」エリカを殴りつけて犯す。ことを終えたワルターは「互いに秘密にしておこう」と言い残して帰って行く。翌日、顔を腫らしたエリカはナイフをバッグに忍ばせて自分が代理で演奏するコンサート会場にやって来る。ロビーでワルターがやって来るのを1人で待っていたエリカだったが、ワルターが何事もなかったかのように明るく爽やかにエリカに挨拶し、会場に入って行くのを見送ると、忍ばせていたナイフで左胸を刺し、血を流しながら街中に歩み出て行く。

## キャスト
※括弧内は日本語吹替
- エリカ: イザベル・ユペール（范文雀）
- ワルター: ブノワ・マジメル（坂詰貴之）
- エリカの母親: アニー・ジラルド（藤夏子）

## 作品の評価

### 映画批評家によるレビュー
アロシネによれば、フランスの22のメディアによる評価の平均点は5点満点中3.7点である。
Rotten Tomatoesによれば、批評家の一致した見解は「観ていてかなり不快な映画ではあるが、『ピアニスト』は面白く力強い性心理ドラマである。」であり、89件の評論のうち高評価は73%にあたる65件であり、平均点は10点満点中7点となっている。
Metacriticによれば、26件の評論のうち、高評価は23件、賛否混在は3件、低評価はなく、平均点は100点満点中79点となっている。

### 受賞歴
| 賞                     | 部門               | 対象               | 結果       |
| ---------------------- | ------------------ | ------------------ | ---------- |
| 第54回カンヌ国際映画祭 | 審査委員グランプリ |                    | 受賞       |
| 第54回カンヌ国際映画祭 | 女優賞             | イザベル・ユペール | 受賞       |
| 第54回カンヌ国際映画祭 | 男優賞             | ブノワ・マジメル   | 受賞       |
| 第27回セザール賞       | 主演女優賞         | イザベル・ユペール | ノミネート |
| 第27回セザール賞       | 助演女優賞         | アニー・ジラルド   | 受賞       |